# A Question of Balance
A Question of Balance es el sexto álbum de estudio por la banda británica The Moody Blues, publicado el 7 de agosto de 1970 a través de Threshold Records. El álbum se convirtió en un éxito comercial, alcanzando el puesto #1 en el Reino Unido y el #3 en los Estados Unidos.
En octubre de 2008, el álbum fue reeditado y remasterizado en CD con 6 bonus tracks.

## Lista de canciones
Créditos adaptados desde las notas del álbum.
| Lado uno |                           |                |          |  |
| N.º      | Título                    | Escritor(es)   | Duración |  |
| 1.       | «Question»                | Justin Hayward | 5:43     |  |
| 2.       | «How Is It (We Are Here)» | Mike Pinder    | 2:44     |  |
| 3.       | «And the Tide Rushes In»  | Ray Thomas     | 2:57     |  |
| 4.       | «Don't You Feel Small»    | Graeme Edge    | 2:37     |  |
| 5.       | «Tortoise and the Hare»   | John Lodge     | 3:19     |  |

| Lado dos |                      |              |          |  |
| N.º      | Título               | Escritor(es) | Duración |  |
| 1.       | «It's Up to You»     | Hayward      | 3:11     |  |
| 2.       | «Minstrel's Song»    | Lodge        | 4:27     |  |
| 3.       | «Dawning Is the Day» | Hayward      | 4:21     |  |
| 4.       | «Melancholy Man»     | Pinder       | 5:45     |  |
| 5.       | «The Balance»        | Edge, Thomas | 3:28     |  |

## Créditos
Créditos adaptados desde las notas del álbum.
The Moody Blues
- Justin Hayward – voz principal y coros (1, 4, 6, 8), mandolina, guitarra eléctrica y acústica
- John Lodge – voz principal y coros (4, 5, 7), bajo eléctrico
- Ray Thomas – voz principal y coros (3, 4), flauta, pandereta
- Graeme Edge – coros (4), batería, percusión
- Mike Pinder – voz principal y coros (2, 4, 9, 10), Mellotron, sintetizador Moog, piano, clavecín, guitarra acústica, maracas

## Posicionamiento
| Gráficas (1970)                         | Pico de posición |
| --------------------------------------- | ---------------- |
| Australia (Kent Music Report)           | 2                |
| Canadá (RPM Top Albums)                 | 3                |
| Dinamarca (Danish Albums Chart)         | 7                |
| Países Bajos (MegaCharts Album Top 100) | 8                |
| Noruega (VG-lista)                      | 5                |
| Reino Unido (UK Albums Chart)           | 1                |
| Estados Unidos (Billboard 200)          | 3                |